# Belle de Boskoop

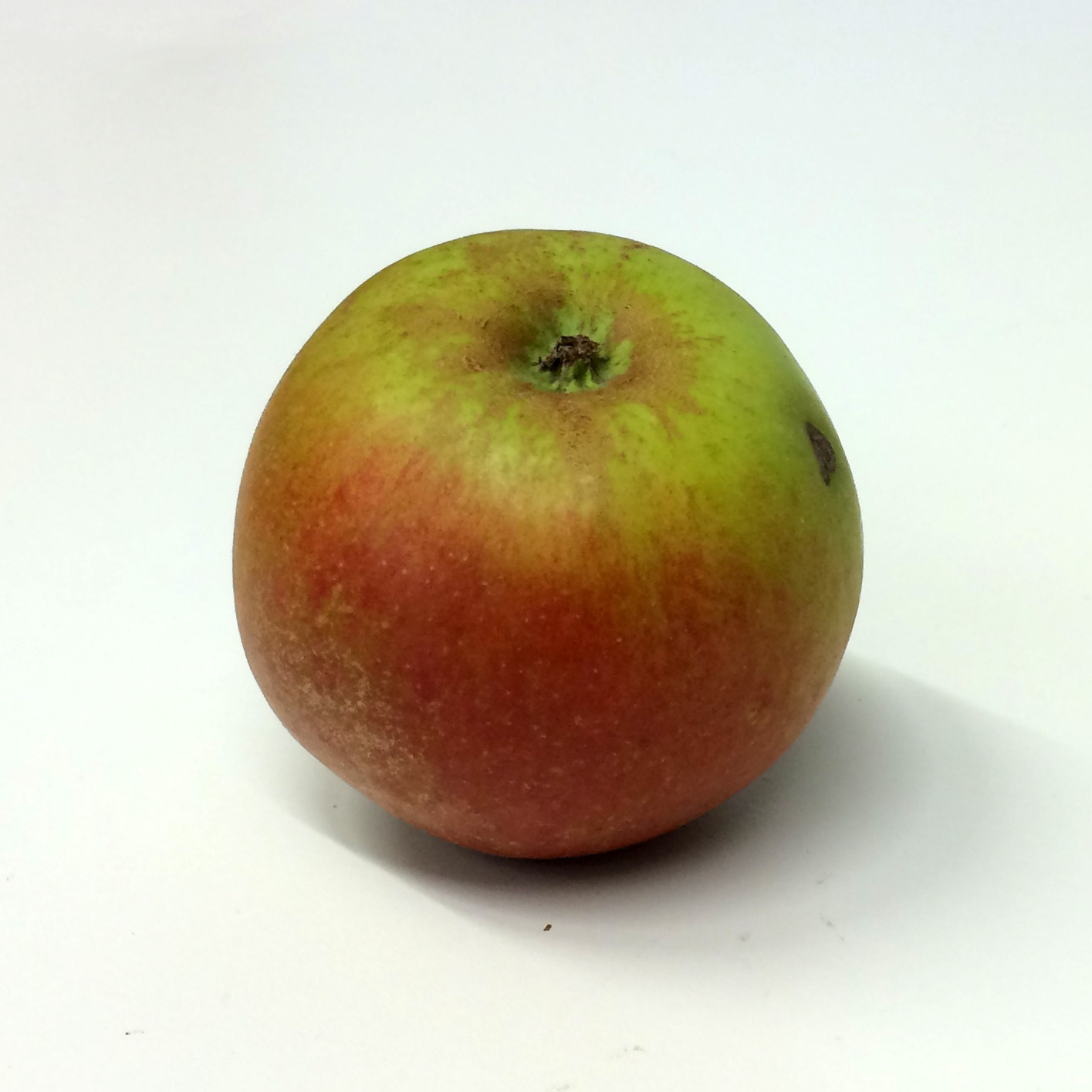
Ett äpple av sorten Belle de Boskoop, fotograferat i samband med Nordiska museets äppelfestival i september 2014.

Belle de Boskoop är en äppelsort som har sitt ursprung i 1850-talets orten Boskoop i Holland. Äpplet är främst ett matäpple med hårt kött och stark smak. Äpplet är också motståndskraftig mot sjukdomar. Trädet är en triploid med S-allerna S2S3S5.
Blomningen är medeltidig eller något senare, och Belle de Boskoop pollineras av bland annat Aroma, Charlamovsky, Cox Orange, Cox Pomona, Cortland, Discovery, Filippa, Flädie Ingrid Marie, James Grieve, Lobo, Oberländer, Oranie, Ringstad, Spartan, Transparente Blanche och Åkerö. Pollineras INTE av Alice, Aspa, Birgit Bonnier, Elstar, Lord Lambourne, Mälsåker, Stenkyrke, Transparente de Croncels. Medelvikt 200 gram, densitet 0,82, sockerhalt 14%, syrahalt 1,06%. Sorbitol 0,35%. C-vitamin 20-30mg/100 gram.
I Sverige odlas Belle de Boskoop gynnsammast i zon I–II.
Belle de Boskoop började spridas i Sverige år 1878 av Alnarps Trädgårdar.
En röd mutant till Belle de Boskoop började spridas år 1951 av Herman Hanssons plantskola i Landskrona.

## Bilder

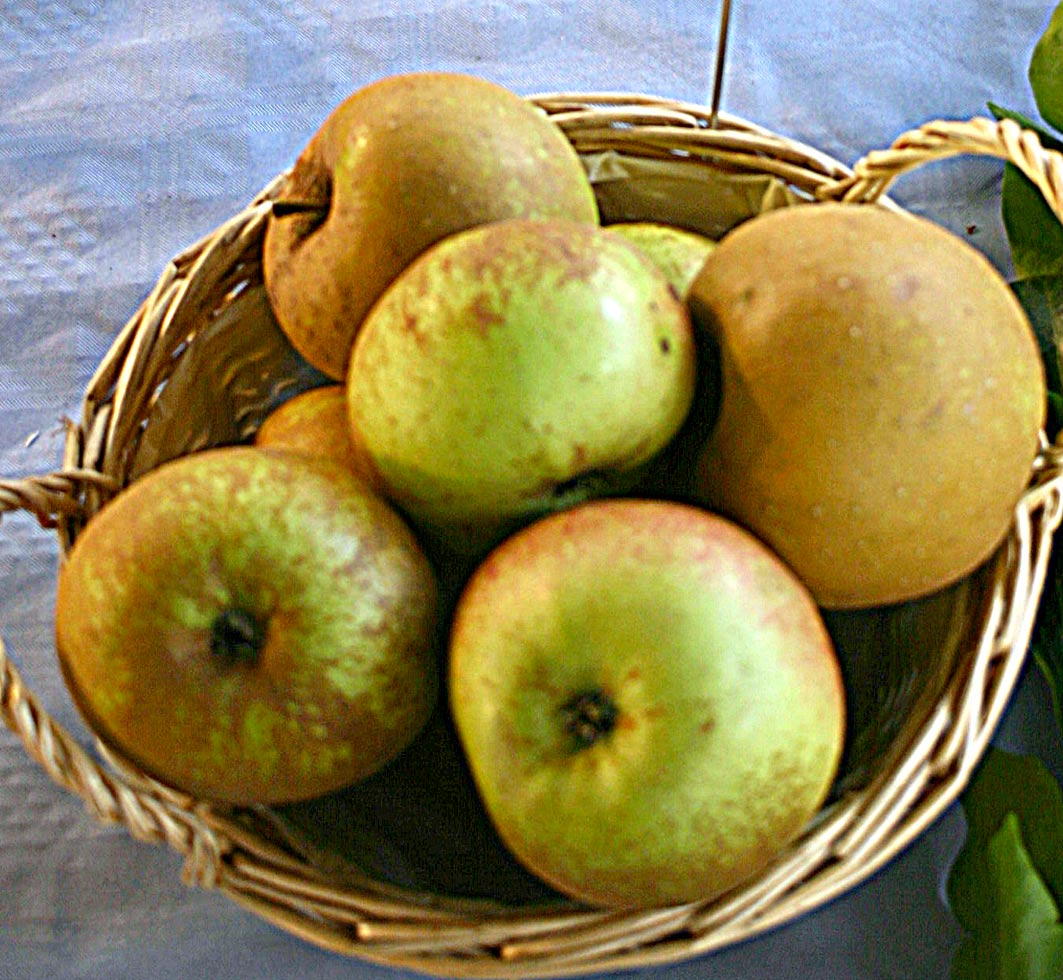
Belle de Boskoop. De från början gröngula frukterna övergår fullmogna till gult.
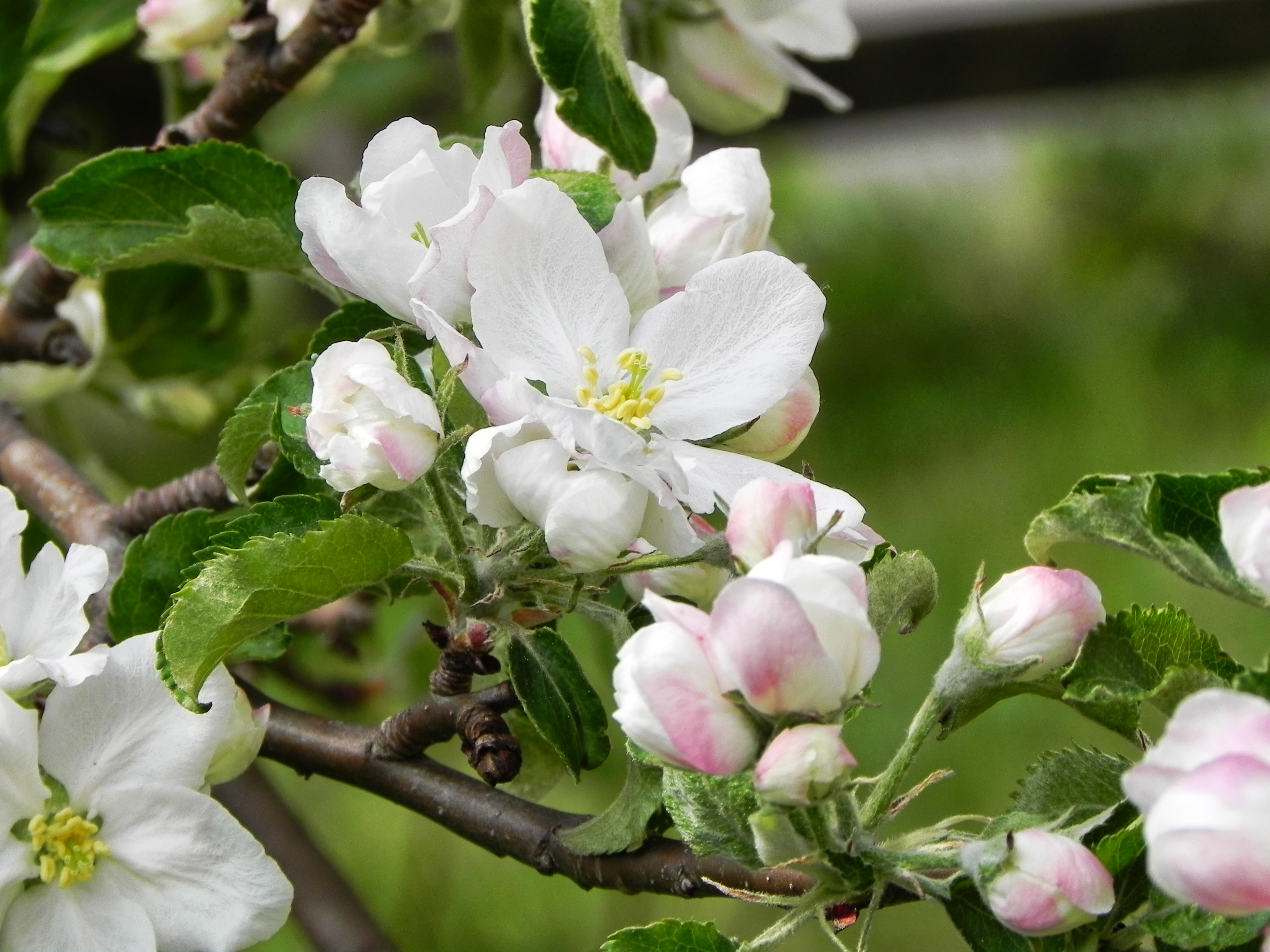
Blommor på Belle de Boskoop.
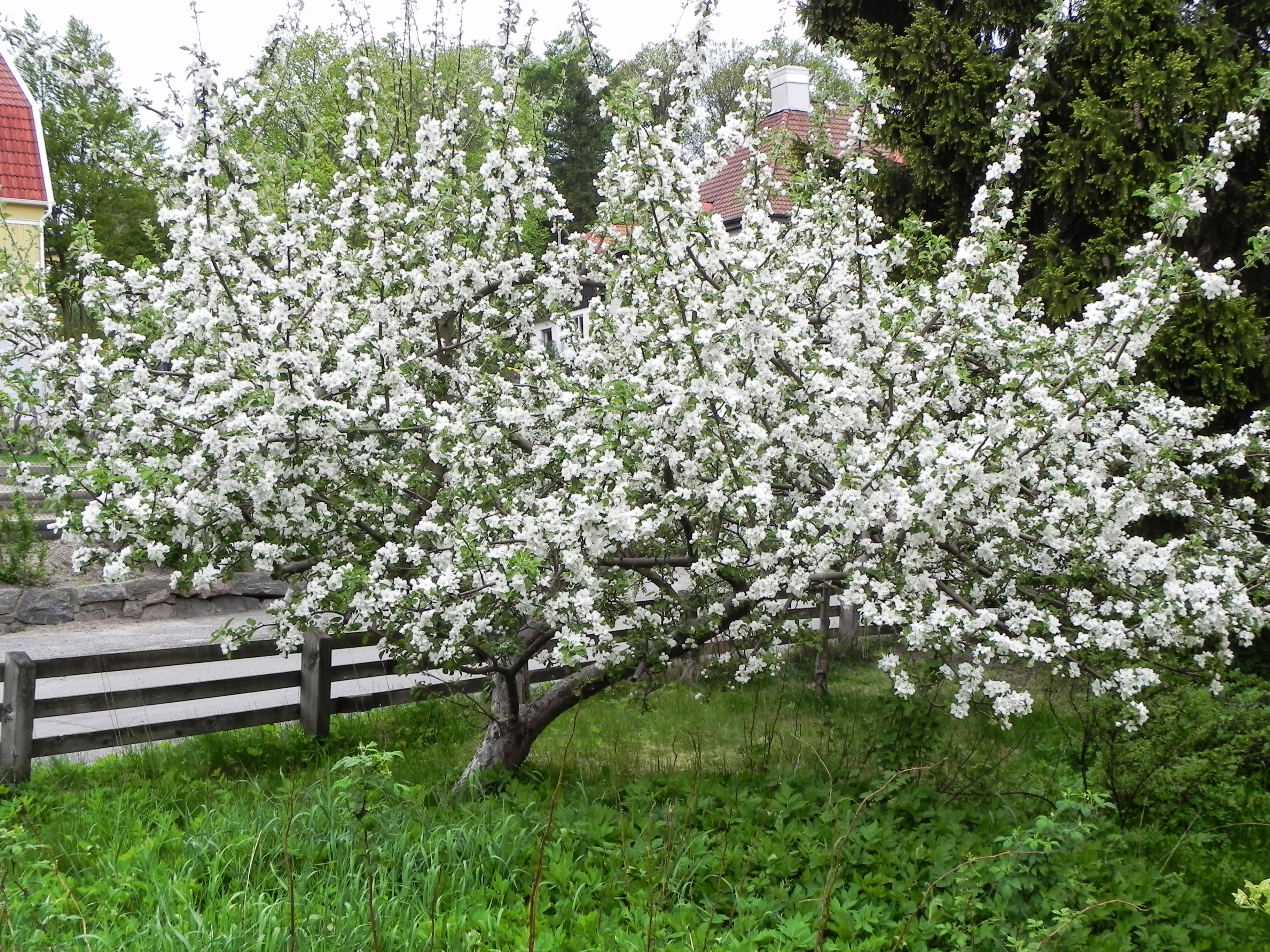
Rikligt blommande Belle-de-Boskoop-träd.